# Espaillat (província)
Espaillat é uma província da República Dominicana. Sua capital é a cidade de Moca.